# Schlacht von Vindonissa
Mediolanum – Augusta Vindelicorum – Lacus Benacus – Placentia – Fano – Pavia – Langres – Vindonissa – Autun – Reims – Brumath – Senonae – Argentoratum – Solicinium – Argentovaria
Die Schlacht von Vindonissa wurde um das Jahr 298 (nach anderer Quelle um 302 n. Chr.) auf dem Gebiet der heutigen Stadt Windisch AG, Kanton Aargau, Schweiz zwischen Alamannen und Römern unter dem Caesar Constantius I. ausgetragen. Constantius siegte bei dieser Schlacht und konnte in der Folge die römische Rheingrenze auf Jahre sichern.
Der Schlacht ist das Vindonissa-Museum in der schweizerischen Stadt Brugg gewidmet.

## Weblink
- www.vindonissa.ch